# Raphiglossa septentrionalis
Raphiglossa septentrionalis är en stekelart som beskrevs av Giordani Soika 1990. Raphiglossa septentrionalis ingår i släktet Raphiglossa och familjen Eumenidae. Inga underarter finns listade i Catalogue of Life.